# Olavsrose

Olavsrose

Die Olavsrose, auch Olavsknoten, ist ein Ornament, das in der norwegischen Volkskunst verwendet wird, speziell in Hallingdal und an der Westküste. Es gibt zwei traditionelle Formen; eine besteht aus drei nach Art der Borromäischen Ringe miteinander verflochtenen Schleifen, die andere aus einer einzigen durchgehenden Linie. Sie kann Schutz, aber auch Zusammenhalt und Bewahren von Geheimnissen symbolisieren.
Im Zeitraum 1901–1945 wurde das Ornament auf der Rückseite der norwegischen Banknoten der Werte 5 und 10 Kronen dargestellt.